# Fluda thuruampara
Espèce
Fluda thuruampara est une espèce d'araignées aranéomorphes de la famille des Salticidae.

## Distribution
Cette espèce est endémique du département de La Paz en Bolivie,. Elle se rencontre dans la province de Nor Yungas vers Villa Teresa.

## Description
Le mâle holotype mesure 3,90 mm et la femelle paratype 4,15 mm.
Cette araignée est myrmécomorphe.

## Systématique et taxinomie
Cette espèce a été décrite par Perger et Rubio en 2023.

## Publication originale
- Perger & Rubio, 2023 : « Two new species of the ant-like spider genus Fluda Peckham & Peckham, 1892 from Bolivia with first reports of potential ant models for the genus and a novelant-resembling behavior (Araneae: Salticidae, Simonellini). » Zootaxa, no 5256(1), p. 63-76.